# El Menzel
El Menzel (eb àrab المنزل, al-Manzal; en amazic ⵍⵎⵏⵣⵍ) és un municipis de la província de Sufruy, a la regió de Fes-Meknès, al Marroc. Segons el cens de 2014 tenia una població total de 12.641 persones. havia estat la capital de la tribu Beni Yazgha.